# 梅峰公学
梅峰公学，位于中国广东省揭阳市普宁市梅塘镇区梅峰中学内，为普宁市的一个市级文物保护单位，类型为近现代重要史迹及代表性建筑，公布时间为1961年。
梅峰公学的历史年代为抗日战争初期。